# جاليطون

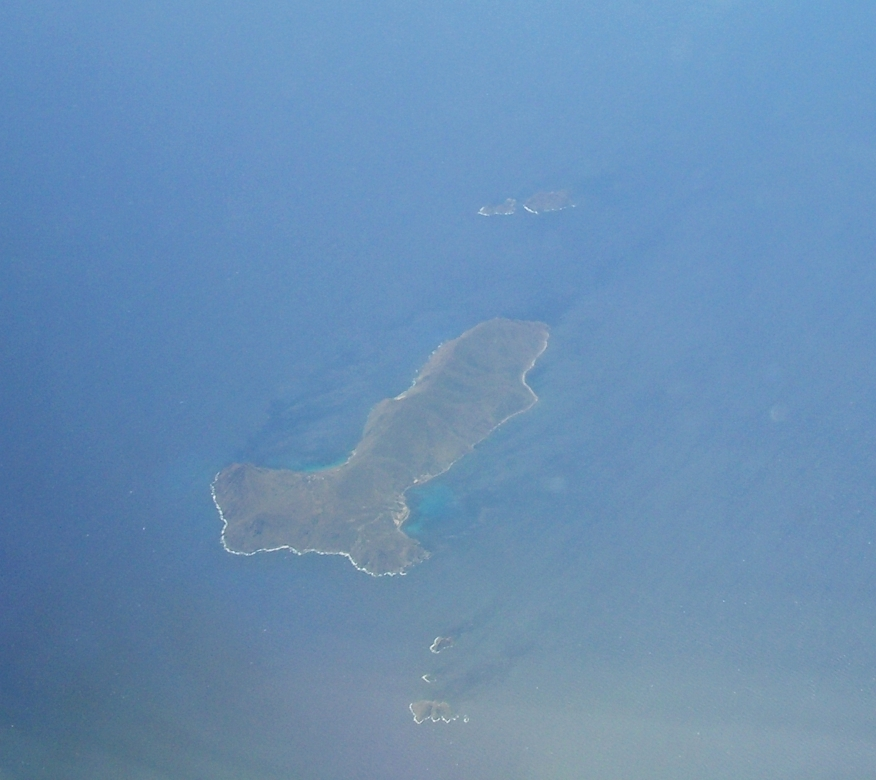
صورة جوية: جزر الكلاب (3 جزر في الأسفل)، جزيرة جالطة (الجزيرة الكبرى في الوسط)، جزيرتا جاليطون والفوشال (في الأعلى)

جاليطون أو جالطة الصغرى هي إحدى الجزر الصغيرة القريبة من جزيرة جالطة التونسية وتقع قبالة الساحل الشمالي وتتبع إداريا ولاية بنزرت.

## جغرافيا
- تقع جاليطون جنوب غربي جزيرة جالطة وتبعد عنها بحوالي 2.7 كلم. وهي تعتبر ثاني أهم جزيرة في الأرخبيل من حيث المساحة إذ تبلغ مساحتها مسح 29.9 هكتارا، ويبلغ طولها 800 متر.
- يبلغ أعلى ارتفاع بجزيرة جاليطون 158 متر فوق مستوى البحر. وهي مثلها مثل بقية جزر الأرخبيل تلفت نظر البحارة والمسافرين بسبب ذلك الارتفاع.
- منذ عام 1981 أصبحت هذه الجزيرة مصنفة ضمن المحميات الطبيعية حيث يمنع الصيد بالقرب منها.